# ديم دانيال
ديم دانيال (damn Daniel) (ترجمته: لعنة دانيال) هو فيديو فيروسي عام 2016. دانيال لارا وجوشوا هولز، اللذان كانا طلاب في مدرسة ريفرسايد بولي الثانوية،  وصلوا إلى شهرة الإنترنت بعد أن أصبح مقطع الفيديو الخاص به، وهو عبارة عن مجموعة مُعدلة من مقاطع فيديو سناب شات، شائعًا على يوتيوب وفيسبوك. في عام 2016، صنفته مجلة تايم كواحد من «أكثر 30 شخصًا تأثيرًا على الإنترنت».

## أصل
تمت إعادة تغريد الفيديو الأصلي أكثر من 300000 مرة، وحظي بإعجاب 400000 مرة على تويتر وحلق أكثر من مليوني مرة على Vine. مقطع الفيديو الأصلي عبارة عن تجميع مدته 30 ثانية لارا وهو يتجول في المدرسة، مع تكمل هولز أسلوبه في اللباس بقوله مرارًا وتكرارًا «اللعنة، دانيال!» وأحيانًا تتبع العبارة التي يتم وضعها في الاعتبار مع: «العودة إليها مرة أخرى مع الشاحنات البيضاء.»  في الفيديو، كانت لارا ترتدي سترة بقلنسوة زرقاء داكنة وبنطلون سبور ضيق وحقيبة ظهر باللون العنابي وحذاء رياضي سهل الارتداء. أدى ذلك إلى ظهور لارا وهولز ضيفًا في برنامج Ellen DeGeneres Show ، بعد فترة وجيزة، حيث تلقت Lara إمدادات مدى الحياة من أحذية ڤانِز. تبرعت لارا بالحذاء للمرضى في مستشفى الأطفال بجامعة لوما ليندا في كاليفورنيا.  
.